# 白斑新棘鮋
白斑新棘鮋，為輻鰭魚綱鮋形目鮋亞目鮋科的其中一種，分布於中西太平洋菲律賓海域，棲息深度27公尺，棲息在底層水域，生活習性不明。

## 扩展阅读
維基物種上的相關：白斑新棘鮋